# GBU-24 Paveway III
La GBU-24 es una familia de bombas guiadas por láser, un subgrupo de la familia de armas Paveway III de Raytheon. El sistema de guía Paveway consiste en un dispositivo de búsqueda y orientación fijado en la parte delantera de la bomba que la guiará hasta el objetivo, y un conjunto de alerones fijado en la parte trasera para proporcionar estabilidad y mayor alcance.

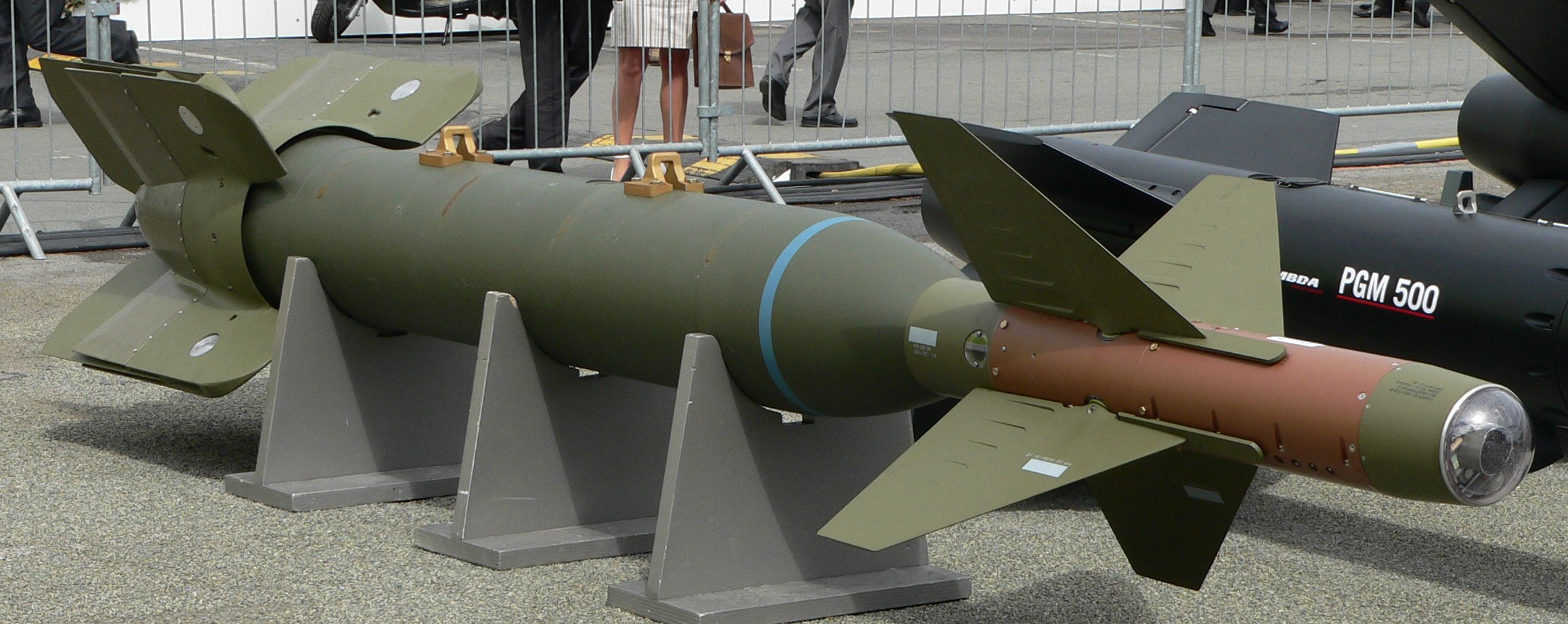
GBU-24 Paveway III.

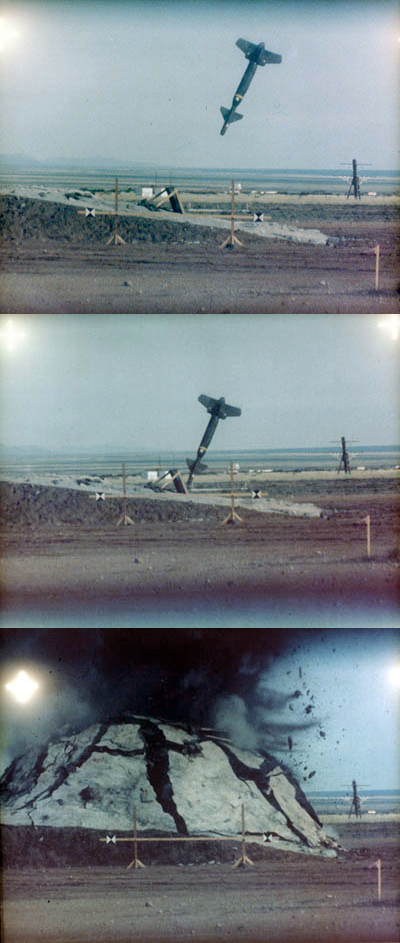
GBU-24 - BLU-109.

Las opciones de bomba son las siguientes:
- Mk 84 - Propósito general de 2.000 libras
- BLU-109 - Penetradora de 2.000 libras
- BLU-116 - Advanced Unitary Penetrator
- CPE-800 - Usada en la BPG-2000, un arma similar de origen español

Comparada con la familia de bombas GBU-10, o la familia de bombas Paveway II, la GBU-24 se desliza una mayor distancia como resultado de tecnologías de guiado más eficientes. El equipo de guía de la Paveway III es más caro, sin embargo, convirtiendo a la GBU-24 en la indicada contra objetivos bien defendidos y de alto valor. Fue introducida al servicio activo alrededor de 1983. Esta arma está en servicio con la Fuerza Aérea de los Estados Unidos, Armada de los Estados Unidos, Cuerpo de Marines de los Estados Unidos, y varias fuerza aéreas pertenecientes a la OTAN. 
La bomba requiere de un punto de energía láser codificada de pulso para asegurar su objetivo; el cual puede provenir desde la aeronave de entrega, otra aeronave (Buddy Lasing), un Vehículo Aéreo No-Tripulado, o por un Designador Láser Terrestre. 
Después de ser soltada desde la aeronave de entrega, la batería térmica para el grupo de computación de Guía se echa a andar para proveerla de energía; el cable de armado para el fusible es retirado; las alas se despliegan; y dependiendo de la configuración, ya sea que el generador de turbina o el switch de seguridad (para un fusible eléctrico) es activado.
Una vez que esta ha sucedido, el buscador guía a la bomba hacia el punto de impacto designado. Si la iluminación láser se pierde, la bomba deja de ser guiada y sigue una trayectoria balística aproximada, aunque interferencia del equipo de guía puede causar que el arma se desvíe de su curso. Mientras la GBU-24 está siendo guiada, no es un arma con fuente de poder propia, es decir, no tiene propulsión. Su alcance, por lo tanto, depende de la velocidad, altitud, velocidad del viento, etcétera de la aeronave.
La GBU-24 es lo suficientemente precisa como para poder volar dentro del canal de ventilación de objetivos blindados, aunque su exactitud usualmente depende de la habilidad de apuntar el láser correctamente más que de la habilidad de la bomba para golpear el punto de impacto. La GBU-24 es montada en aviones de combate como el F-15E, F-16C Block 40/42, F-16A MLU, F-16C Block 50/52 CCIP, F/A-18, Panavia Tornado, Eurofighter, Mirage 2000 y F-111C AUP.

### Desarrollos relacionados
- GBU-12 Paveway II
- GBU-16 Paveway II

### Bombas similares
- GBU-10 Paveway II
- BPG-2000 Paveway III

### Listas relacionadas
- Anexo:Aeronaves y armamento del Ejército del Aire de España